# Pałac Potockich w Iwano-Frankiwsku
Pałac Potockich w Iwano-Frankiwsku – zabytkowy pałac wybudowany w  1670 r. w miejscowości Stanisławów, przez Andrzeja Potockiego, kasztelana krakowskiego i hetmana koronnego.

## Historia

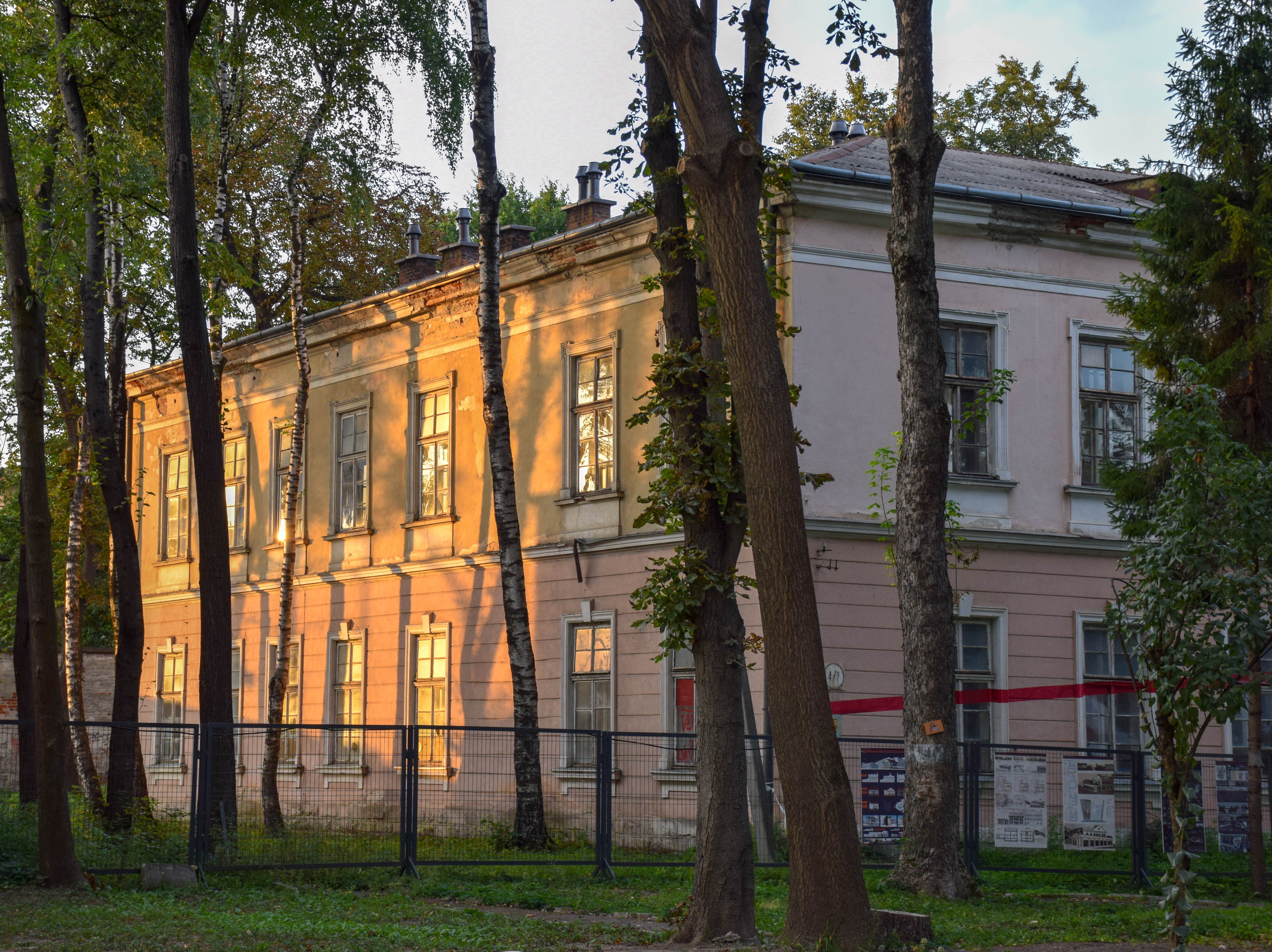
Jeden z korpusów pałacu

Obiekt pokryty blachą przebudowany w pierwszej połowie XVIII w. posiadał dwa piętra. W 1792 r. Katarzyna Kossakowska, kasztelanowa kamieńska sprzedała pałac stanisławowski Protowi Potockiemu, który po ponad 10 latach został mu zabrany za długi. Wtedy w pałacu urządzono szpital wojskowy. Władze austriackie w odwecie za zajęcie Stanisławowa przez Józefa Poniatowskiego w 1809 r. zniszczyły (przebudowały) pałac. W budynku istniejącym w miejscu pałacu do 2004 r. mieścił się szpital wojskowy.